# 우담바라

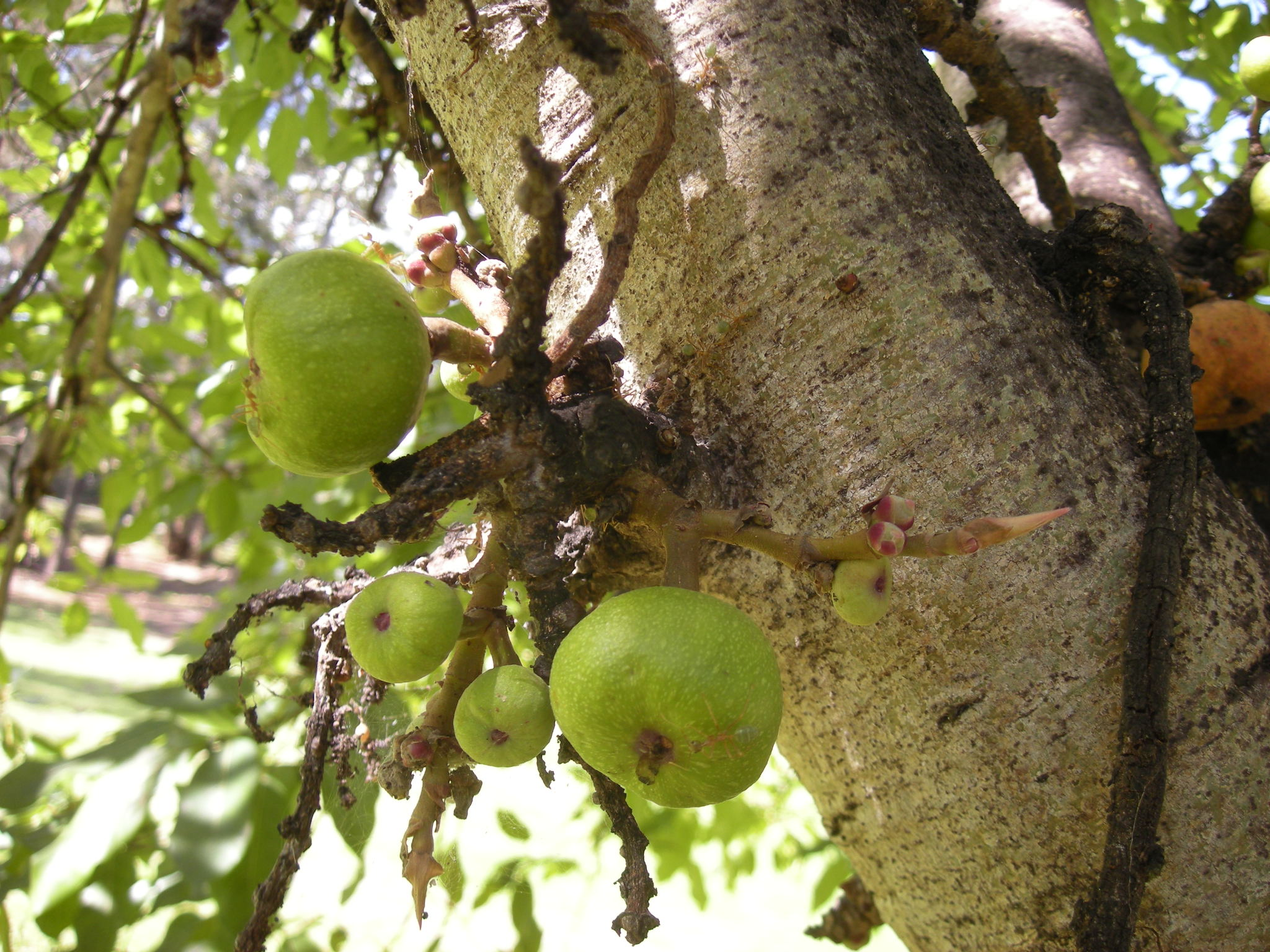

우담바라(산스크리트어: उडुम्बर uḍumbara)는 불교 경전에서 말하는 꽃이다.
인도에 나무는 있지만 평소에는 꽃이 없다가 3000년마다 한 번, 여래(如來)가 태어날 때나 전륜성왕(轉輪聖王)이 나타날 때에만 그 복덕으로 말미암아 꽃이 핀다고 한다.
우담화를 가리키는 말이기도 하다.